# Gul kanel
Gul kanel är en äpplesort som härstammar från Ryssland och är ett medelstort äpple, där den ena halvan är ofta större än den andra. Gul kanel har ett stort kärnhus och en brungul stjälk. Skorv förekommer i stjälkhålan. Äpplet har en gul grundfärg och en gles strimmig röd täckfärg på solsidan. Trädet är friskt och växer kraftigt. Bördigheten är stor och regelbunden. Äpplet mognar samtidigt med sävstaholm och kan i Sverige odlas i zon 1-5.